# Prassidiche
Nella mitologia greca, Prassidice (in greco antico: Πραξιδίκη?, Praxidíkē) era considerata una divinità o un gruppo di dee, le Prassidiche (in greco antico: Πραξιδίκαι?, Praxidíkai), il cui ruolo principale era quello di vigilare sui giuramenti e garantire la giustizia riparativa. Le Prassidiche erano venerate come protettrici delle leggi divine e umane, assicurando che i patti fossero rispettati e che chi li violava fosse punito.
Al culto delle Prassidiche era consacrato un tempio nella città di Aliarto, in Beozia, dove si prestavano i giuramenti di vendetta. A loro è stata dedicata una delle lune di Giove del gruppo di Ananke.

## Etimologia
L'etimologia del nome "Praxidíkē" si compone di due radici principali:
1. "Praxis" (πρᾶξις), che significa "azione", "atto" o "completamento". Questo richiama il concetto di esecuzione o conclusione di un'azione.
2. "Dikè" (δίκη), che significa "giustizia" o "legge". Questa radice è strettamente legata al concetto di giustizia, sia nel senso di legge umana che di legge divina.

Dunque, Prassidice può essere interpretato come "colei che completa l'azione della giustizia" o "colei che assicura l'adempimento della giustizia".

## Funzione
Secondo il Lessico di Esichio di Alessandria, Prassidice è la divinità responsabile della conclusione delle cose, sia nelle parole che nei fatti. È la custode dell'inviolabilità dei giuramenti e dell'attuazione della giustizia, come suggerisce il suo nome. Era la dea della punizione giudiziaria e l'esattrice della vendetta, due concetti strettamente legati nella visione classica del mondo greco.

## Orfismo
Prassidice è un epiteto associato a Persefone, come menzionato nel XXIX inno orfico dedicato a questa divinità. Nel testo, Persefone è descritta come "Prassidice, regina degli Inferi", madre delle Eumenidi, con chiome luminose, la cui esistenza ha origine dai segreti e ineffabili semi di Zeus.

## Triade
Il plurale Prassidiche si riferisce ai seguenti gruppi di figure mitologiche che presiedono all'esecuzione della giustizia:
- Aretè e Omonoia, figlie di Prassidice e Sotere.
- Alalcomenea, Telsinoe (talvolta Telsinia o Declinia) e Aulide, figlie di Ogige, re della Beozia.[3]

Queste figure, con l'appellativo di triade divina, erano considerate le tre dee nutrici di Atena e dispensatrici della "giusta punizione".